# Zweinitzbach
Der Zweinitzbach ist ein linker Nebenfluss der Gurk in Kärnten, Österreich.

## Verlauf

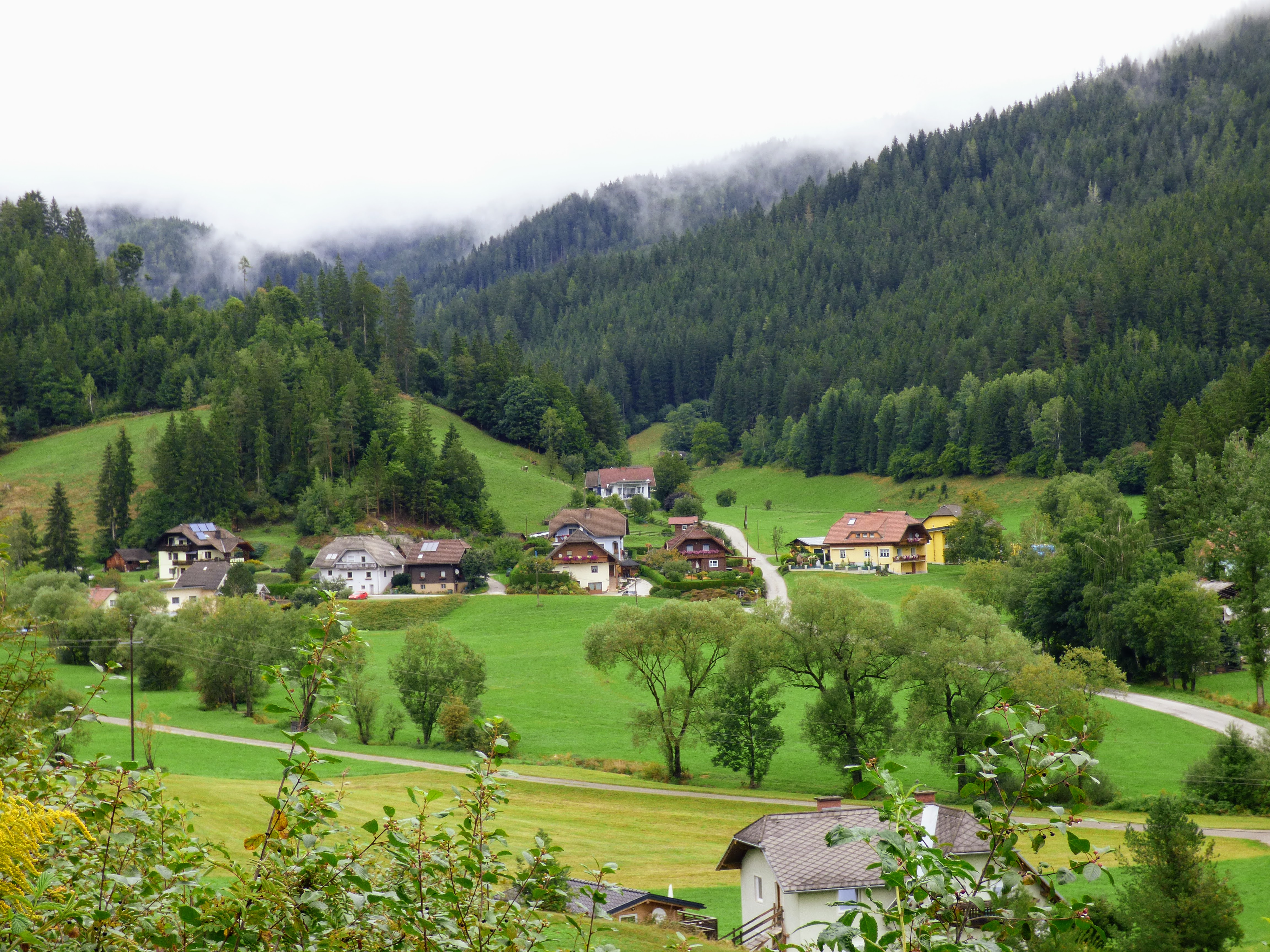
Zweinitztal beim Zusammenfluss von Zweinitzbach und Krassnitzbach

Der Zweinitzbach entspringt in den Gurktaler Alpen, weniger als 1 km ostsüdöstlich des Gipfels des Mödringbergs in der Gemeinde Weitensfeld im Gurktal. Der Bach fließt durchwegs in südöstliche Richtung durch die Streusiedlungen Mödring, Brunn und Engelsdorf. Bei Grabenig fließt von links der der Pötschgerbach zu, oberhalb von Zweinitz der Krassnitzbach. Nach Zweinitz tritt der Zweinitzbach in das hier recht breite Gurktal aus und bildet auf den letzten etwa 250 m seines Verlaufs die Grenze zwischen den Gemeinden Weitensfeld und Gurk.
Die Länge des Zweinitzbachs beträgt etwa 10,9 Kilometer, sein Einzugsgebiet 29,6 Quadratkilometer.